# At Dead Of Night
At Dead Of Night ist ein Survival-Horror-Computerspiel des Spieleentwicklers Baggy Cat Ltd. Das aus der Egoperspektive gespielte Horror-Adventure wurde im November 2020 für Windows veröffentlicht.

## Handlung
In At Dead Of Night schlüpft der Spieler in die Rolle von Maya, einer Studentin, die zusammen mit ihren Freunden ein Festival besuchen will. Aufgrund eines plötzlich aufziehenden Gewitters sucht Maya in einem abgelegenen Hotel in einem kleinen Dorf Unterschlupf. Dort angekommen erfährt sie von dem etwas seltsam wirkenden Hotelier Jimmy Hall, dass sich ihre Freunde ebenfalls im Hotel befinden. Jimmy lädt sie zu seiner persönlichen Comedy-Show ein, bei der er einen „komödiantischen Soziopathen“ spielt. Sie lehnt seine Einladung jedoch ab und begibt sich auf ihr Zimmer.
Mitten in der Nacht wird Maya von einem Schrei geweckt. Als sie ihr Zimmer verlässt, um den Ursprung des Geräuschs herauszufinden, sieht sie Jimmy auf dem Korridor, wie er einen ihrer Freunde betäubt. Daraufhin begibt sie sich mit dem Aufzug in die Hotellobby, um telefonisch Hilfe zu rufen. Da sie jedoch keinen Empfang hat, sucht sie nach dem Generalschlüssel, um aus dem Hotel zu entkommen. Durch Geisterstimmen aus einem mobilen Apparat wird sie darauf aufmerksam gemacht, dass in dem Hotel verschiedene grausame Dinge geschehen sind, die in Zusammenhang mit Jimmy stehen und zum Tod mehrerer Personen führten.
Maya versucht nun mittels des Apparats sowie durch das Auffinden verschiedener Gegenstände, die Geschichte der Tode der einzelnen Geister herauszufinden. Dabei muss sie jedoch geschickt vorgehen, denn die einzelnen Etagen mit den vielen Zimmern sind ziemlich verwinkelt gebaut. Jimmy könnte hinter jeder Ecke auf sie lauern, um sie bewusstlos zu schlagen und so zu verhindern, dass sie aus dem Hotel entkommt und Hilfe holt.
Nachdem sie die Geschichten aller Geister erfahren hat, spitzt sich die Lage deutlich zu und Jimmy verfolgt sie nun noch intensiver. Es gilt nun, Mayas Freunde schnellstmöglich aus dem Hotel zu befreien und die Polizei über den psychopathischen Jimmy zu informieren.

## Spielprinzip und Technik
Im Gegensatz zu den meisten Horrorspielen aus dieser Zeit lässt sich die Protagonistin nicht über die Tastatur steuern. Stattdessen wird auf Point-and-Click zurückgegriffen, um sich im Hotel fortzubewegen und einzelne Handlungen durchzuführen.
Eine weitere Besonderheit des Spiels ist die Kombination aus Horrorspiel und Horrorfilm. Im Spielverlauf werden zu realistischeren Darstellung Cutscenes mit Schauspielern verwendet.
Um sich vor dem psychopathischen Antagonisten zu verstecken, kann sich Maya in den Hotelzimmern im Schrank und im Bad verstecken. Durch das Finden der speziellen Zimmerschlüssel kann sie auch das jeweilige Zimmer absperren, sodass Jimmy dieses nicht betreten kann. Um zu kontrollieren, wo Jimmy sich befindet, besitzt die Tür jedes Zimmers einen Türspion.
Neben den Gegenständen, die zur Aufklärung der Tode beitragen, gibt es besondere Objekte wie Spiegel, mit denen sich der Spieler Hinweise geben lassen kann.

## Rezeption
- einfach-gaming.de: 78 von 100 Punkten[1]
- Hey Poor Player: 4 von 5 Punkten[2]